# Quận VII, Budapest
Quận VII, Budapest là một quận thuộc hạt főváros, Hungary. Quận này có diện tích 2,09 km², dân số năm 2010 là 64377 người, mật độ 30802 người/km².